# Monte Bank

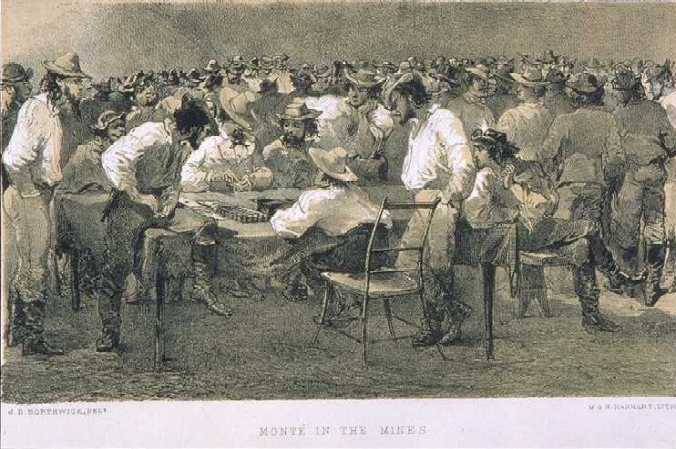
Monte in the Mines von John David Borthwick um 1850

Monte Bank oder kurz Monte ist der Name eines aus Mexiko stammenden Karten-Glücksspiels, das neben Faro das beliebteste Spiel in den Saloons des Wilden Westens war, bevor diese Spiele durch Poker verdrängt wurden.
Die im Englischen gebrauchte Bezeichnung mountebank (so viel wie Marktschreier, Quacksalber, Scharlatan) leitet sich von diesem Spiel ab.
Monte Bank wurde ursprünglich mit spanischen Spielkarten gespielt, später mit französischem Blatt ohne die Werte 8, 9, 10, also mit 40 Karten.

## Two Card Monte
Two Card Monte oder Mexican Monte: Nach dem Mischen und Abheben der Karten tätigen die Spieler ihre Einsätze, und der Bankhalter legt zwei Karten offen auf den Tisch – dabei nimmt er die oberste und die unterste Karte des Talons (es sei denn, er zieht die Karten aus einem Kartenschlitten, wodurch Betrügereien vonseiten des Bankhalters wenn schon nicht ausgeschlossen, so doch erschwert werden); diese beiden Karten heißen Bottom layout und Top layout. 
Danach zieht er die oberste Karte des Talons ab und legt diese Karte (The gate) in die Mitte. Stimmt diese dritte Karte mit einer der beiden äußeren Karten der Farbe nach überein, also z. B. Herz und Herz, so gewinnen die Spieler im Verhältnis 1:1.
Großzügige Bankhalter zahlen, wenn alle drei Karten – Bottom layout, Top layout und Gate – von gleicher Farbe sind, sogar einen 3:1 Gewinn.
Dieses Spiel ist – wie alle Bankhalterspiele – nur scheinbar fair: Sind z. B. die beiden ersten Karten ein Herz und ein Karo, so bleiben nur noch 18 rote Karten im Stapel, die den Spielern Gewinn verheißen, während die 20 schwarzen Karten für die Bank gewinnen. Sind die beiden ersten Karten von der gleichen Farbe, so stehen den 8 Gewinnkarten 30 Verlustkarten gegenüber. 
Der Bankvorteil beträgt 7,7 %; wird immer nur ein 1:1-Gewinn ausbezahlt, so beträgt der Vorteil des Bankhalters 17,4 %.

## Three Card Monte
Three Card Monte oder Find the Lady ist der in den USA gebräuchliche Name des Bauernfängerspiels Gimelblättchen (auch: Kümmelblättchen). Hierbei handelt es sich nicht um ein Glücksspiel, sondern um einen Falschspielertrick. 

## Four Card Monte
Four Card Monte oder Spanish Monte ist eine Erweiterung des Two Card Monte. Als Layout dient hier ein quadratisches Schema; die Spieler setzen auf eine horizontale oder vertikale Zweierreihe oder eine Diagonale. Der Bankhalter legt vier Karten in diesem Schema auf; danach zieht der Bankhalter eine fünfte Karte (The gate) und nun wird genau so abgerechnet wie beim Two Card Monte: D.h. hat ein Spieler auf eine gewisse Zeile, Spalte oder Diagonale gesetzt, so gewinnt er, wenn die fünfte Karte in ihrer Farbe mit einer der beiden Karten der besetzten Zweiergruppe übereinstimmt.